# 우루과이 몬테비데오 FC
우루과이 몬테비데오 FC(스페인어: Uruguay Montevideo Football Club)은 우루과이 몬테비데오주 몬테비데오를 연고로 하는 축구단이다. 1921년 1월 5일에 설립되었으며, 우루과이 세군다 디비시온에 참가하고 있다.